# Ringwall im Eurasburger Forst
Der Ringwall im Eurasburger Forst (Ringwall am Pfannenflickerberg) liegt etwa 1750 Meter südöstlich der hochmittelalterlichen Turmhügelburg von Eurasburg (Landkreis Aichach-Friedberg, Schwaben) auf einem Geländesporn des Pfannenflickerberges. Das Bodendenkmal könnte in seiner letzten Ausbaustufe auf eine der zahlreichen kleineren Ungarnschutzburgen dieses Gebietes zurückgehen.

## Geschichte
Zur Geschichte des Burgplatzes finden sich nur wenige Hinweise in der spärlichen ortsgeschichtlichen Literatur. Die relativ kleine Wallburg entspricht in ihrer Anlage einigen meist als frühmittelalterlich bzw. ungarnzeitlich gedeuteten Burgwällen der näheren Umgebung (Ringwall im Ottmaringer Holz, Ringwall Mittelstetten).
Auf die frühmittelalterliche Zeitstellung verweist vor allem der zur Berme verflachte Hanggraben unterhalb des Burgplateaus. Allerdings zeigt der Ringwall gegenüber den anderen Anlagen deutlich reduzierte Dimensionen. Die versteckte Lage im Gelände in einigem Abstand zur nächsten Siedlung ist ein weiteres Indiz für eine frühmittelalterliche Datierung des Denkmales. Solche Dorfschutzburgen ergänzten vor allem während der Zeit der Ungarneinfälle das auf höchste Anordnung geplante System großer Landesburgen im ostfränkischen Territorium. Eine größere mutmaßliche Ungarnschutzburg liegt nur etwa 1750 Meter nordwestlich auf einem Geländesporn über Burgadelzhausen (Burgstall Burgadelzhausen).
Bis zu einer fachkundigen archäologischen Untersuchung des Burgareales muss die ungarnzeitliche Einordnung des Ringwalles jedoch spekulativ bleiben. Solche Wehranlagen entstanden meist durch den Ausbau älterer Siedlungsplätze oder Befestigungswerke, deren Geschichte oft mehrere Jahrtausende zurückreicht. 
Der Kreisheimatpfleger Hubert Raab wies dem Ringwall 2008 ebenfalls eine frühmittelalterliche Zeitstellung zu und vermutete einen möglichen Zusammenhang mit einer Altstraße am Fuß des Hügels, die bis in die Neuzeit als Poststraße genutzt wurde.

## Beschreibung
Das Bodendenkmal liegt nur 15 bis etwa 25 Meter über dem Talboden auf einem nach Süden ausspringenden, sehr langen Geländesporn. Der Ringwall nutzt nur den hinteren Teil des Spornes. Nach Norden schützt ein nur noch maximal einen Meter hoher und etwa vier Meter breiter Abschnittswall den Burgplatz. Der vorgelagerte Sohlgraben ist nur ungefähr einen halben Meter tief. Der Graben läuft anschließend hufeisenförmig etwa zwei bis zweieinhalb Meter unter dem Burgplateau um die gesamte Anlage. Durch forstwirtschaftliche Maßnahmen ist der Graben durchgehend zur Berme verflacht. Offensichtlich dient diese Berme bis in die Gegenwart als willkommener Holzabfuhrweg.
Der Abschnittswall im Norden dürfte auf eine verstürzte Holz-Erde Mauer zurückgehen. Die Steilhänge waren wohl nur durch Palisaden, Planken- oder Flechtwerkzäune gesichert. Das nahezu ebene Burgplateau wird hier nicht von weiteren Wallresten umgeben.
Das Bayerische Landesamt für Denkmalpflege verzeichnet das Bodendenkmal als Ringwall vor- und frühgeschichtlicher Zeitstellung unter der Denkmalnummer D 7-7632-0095.